# Protocolo de identidad de host

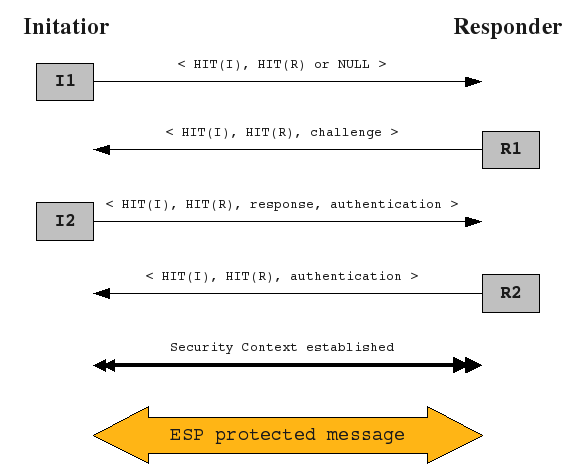
Apretón de manos de cuatro vías del protocolo de identidad del host

El Protocolo de Identidad de Host (por sus siglas en inglés HIP) es una tecnología de identificación de hosts que se utiliza en las redes del Protocolo de Internet (IP), como la Internet. Internet tiene dos espacios de nombres principales, las direcciones de IP y el Sistema de Nombre de Dominio. El protocolo de identidad de hosts separa las funciones de identificador y localizador de direcciones de IP. Introduce un espacio de nombres de Identidad Hosts (HI), basado en una infraestructura de seguridad clave pública.
El Protocolo de Identidad de Hosts proporciona métodos seguros para el multihoming IP y la informática móvil.
En las redes que implementan el Protocolo de Identidad de Hosts, se eliminan todas la ocurrencias de direcciones IP en las aplicaciones y se reemplazan por identificadores criptográficos de hosts. Las claves criptográficas suelen ser, aunque no necesariamente, autogeneradas.
El efecto de la eliminación de las direcciones IP en las capas de aplicación y de transporte es la disociación de la capa de transporte, de la capa de interconexión (capa de internet) en TCP/IP.
El protocolo se especificó en el grupo de trabajo del IETF sobre HIP grupo laborable. Un grupo de investigación de HIP del Grupo de trabajo de investigación Internet (IRTF) examina los impactos más amplios de HIP.
El grupo de trabajo está encargado de elaborar Peticiones para Comentarios sobre la vía "experimental" pero se entiende que sus propiedades de calidad y seguridad deben ajustarse a los requisitos de la vía de las normas. El principal objetivo de la producción de documentos experimentales en lugar de los de la vía de las normas son los efectos desconocidos que los mecanismos pueden tener en las aplicaciones y en la internet en general.